# Лука Бијеловић (фудбалер)
Лука Бијеловић (Суботица, 11. априла 2001) српски је фудбалер који тренутно наступа за Спартак из Суботице.

## Каријера

### Спартак Суботица

#### Почеци и позајмица Бачкој 1901
Лука Бијеловић је рођен у Суботици, где је и прошао млађе категорије Спартака. Крајем 2016. године, као један од потписника стипендијског уговора, Бијеловић је представљен заједно са неколико фудбалера старијих узраста. За први тим је дебитовао у 3. колу такмичарске 2018/19. у Суперлиги Србије, када је Спартак на домаћем терену изгубио од новосадског Пролетера. Он је том приликом на терену заменио Бењамина Демира у 70. минуту утакмице. У наставку сезоне није наступао на сусретима првог тима, али је током зимских припрема прикључен сениорском погону. Недуго затим, пред наставак сезоне, уступљен је локалној екипи Бачке 1901. Ту је у наредном периоду играо у Српској лиги Војводине и два пута пута се уписивао у листу стрелаца. Са екипом Спартака потписао је вишегодишњи професионални уговор током пролећа 2019. Остатак исте календарске године такође је провео у екипи Бачке, постигавши још један погодак у српсколигашкој конкуренцији. Током боравка у екипи Бачке, Бијеловић је имао проблем с повредом задње ложе. Наредне године опозван је са позајмице у састав Спартака. Наступио је у осмини финала Купа Србије за такмичарску 2019/20, када је Спартак елиминисан од београдског Партизана. Сезона је недуго затим прекинута, услед ванредног стања изазваног пандемијом ковида 19. Настављена је крајем маја, када је Бијеловић наступио у победи на гостовању Инђији. По први пут се нашао у стартних 11 у 28. колу Суперлиге Србије за сезону 2019/20, када је Спартак на свом терену победио Партизан, резултатом 3 : 2. Он је тада одиграо прво полувреме, док га је у наставку заменио Стефан Шормаз. Претходно је асистирао Немањи Николићу за први погодак Спартака. Бијеловић је наступио и на претпоследњој утакмици у сезони, постигавши један од погодака у победи над Мачвом у Шапцу.

#### Бонус у Суперлиги Србије
На почетку такмичарске 2020/21, Бијеловић је почео да добија прилику као један од фудбалера који задовољавају услов за бонус фудбалера. Већ на отварању сезоне, када је противник био чајетински Златибор, Бијеловић је био асистент код поготка Николе Срећковића за коначних 3 : 0. Асистирао је и Лазару Туфегџићу у другом колу, у победи над ОФК Бачком у Бачкој Паланци. До краја сезоне одиграо је већину утакмица, било као стартер или уласцима са клупе. Први погодак у сезони 2021/22. Бијеловић је постигао у поразу од Пролетера на домаћем терену, у оквиру 10. кола Суперлиге. До краја календарске године погађао је још и у победама против Колубаре у Лазаревцу, односно Војводине на Стадиону Карађорђе. У пролећном делу сезоне најпре је био стрелац и асистент у победи над Пролетером, а затим је на сусрету с истим противником погодио и у доигравању. Такмичарску 2022/23. такође је започео као стартни бонус у поставци екипе Славка Петровића, док је услед одласка Стефана Милошевића задужио дрес са бројем 10. На отварању сезоне био је стрелац у ремију са екипом Младости у Лучанима. У извештају Моцартспорта оцењен је као најбољи појединац тог догађаја. Одмах затим, у другом колу, Бијеловић је погодио и у победи над сурдуличким Радником. Следећи гол постигао је средином октобра 2022. у победи од 2 : 1 над Колубаром. Погодио је и на одложеном сусрету 7. кола, одиграном 10. новембра, када је Спартак минималним резултатом победио Партизан у Београду. Бијеловић је у 23. колу Суперлиге био стрелац оба поготка за Спартак у ремију на гостовању ТСЦ-у. Најпре је погодио после асистенције Јована Маринковића након корнера, а затим је реализовао једанаестерац за коначних 2 : 2. Стрелац је био и у победи над екипом Новог Пазара у наредном колу. Бијеловић је био стрелац и на трећој узастопној утакмици, погодивши из пенала за реми с Напретком у Крушевцу. После паузе у првенству услед репрезентативних утакмица, Спартак је 1. априла гостовао Радничком 1923, када је Бијеловић био асистент Николи Срећковићу.

## Репрезентација
Бијеловић је у мају 2017. године добио позив селектора Владимира Јешића у састав репрезентације Србије узраста до 16 година за Меморијални турнир „Миљан Миљанић”. У другом колу тог турнира био је двоструки стрелац у победи од 4 : 0 над екипом Казахстана. Наступио је и на пријатељској утакмици са Италијом почетком наредног месеца. Потом је играо за кадетску екипу Србије, постигавши један погодак на пријатељском сусрету са Јерменијом. Касније је био члан екипе до 18 година, а позиван је и у омладинску односно младу репрезентацију Србије. Селектор Драган Стојковић позвао је Бијеловића у састав сениорске репрезентације за пријатељску утакмицу са екипом Сједињених Америчких Држава у јануару 2023. На том сусрету је у игру ушао у 81. минуту, заменивши на терену Николу Петковића.

## Статистика

### Клупска
Ажурирано 3. априла 2023.
|                        |          |                       |     |    |   |   |   |   |   |   |     |    |  |  |
| Бачка 1901 (позајмица) | 2018/19. | Српска лига Војводина | 9   | 2  | — | — | — | — | — | — | 9   | 2  |  |  |
| Бачка 1901 (позајмица) | 2019/20. | Српска лига Војводина | 6   | 1  | — | — | — | — | — | — | 6   | 1  |  |  |
| Бачка 1901 (позајмица) | Укупно   | Укупно                | 15  | 3  | — | — | — | — | — | — | 15  | 3  |  |  |
|                        |          |                       |     |    |   |   |   |   |   |   |     |    |  |  |
| Спартак Суботица       | 2018/19. | Суперлига Србије      | 1   | 0  | 0 | 0 | — | — | — | — | 1   | 0  |  |  |
| Спартак Суботица       | 2019/20. | Суперлига Србије      | 3   | 1  | 1 | 0 | — | — | — | — | 4   | 1  |  |  |
| Спартак Суботица       | 2020/21. | Суперлига Србије      | 31  | 0  | 2 | 0 | — | — | — | — | 33  | 0  |  |  |
| Спартак Суботица       | 2021/22. | Суперлига Србије      | 32  | 5  | 1 | 0 | — | — | — | — | 33  | 5  |  |  |
| Спартак Суботица       | 2022/23. | Суперлига Србије      | 28  | 8  | 0 | 0 | — | — | — | — | 28  | 8  |  |  |
| Спартак Суботица       | Укупно   | Укупно                | 95  | 13 | 4 | 0 | — | — | — | — | 99  | 13 |  |  |
|                        |          |                       |     |    |   |   |   |   |   |   |     |    |  |  |
| Каријера               | Каријера | Каријера              | 110 | 17 | 4 | 0 | — | — | — | — | 114 | 17 |  |  |
|                        |          |                       |     |    |   |   |   |   |   |   |     |    |  |  |

### Утакмице у дресу репрезентације
| Репрезентација Србије у узрасту до 16 година старости | Репрезентација Србије у узрасту до 16 година старости | Репрезентација Србије у узрасту до 16 година старости | Репрезентација Србије у узрасту до 16 година старости | Репрезентација Србије у узрасту до 16 година старости | Репрезентација Србије у узрасту до 16 година старости | Репрезентација Србије у узрасту до 16 година старости | Репрезентација Србије у узрасту до 16 година старости | Репрезентација Србије у узрасту до 16 година старости | Репрезентација Србије у узрасту до 16 година старости |
| #                                                     | Датум                                                 | Такмичење                                             | Локација                                              | Домаћин                                               | Резултат                                              | Гост                                                  | Гол                                                   | Реф.                                                  |                                                       |
| ----------------------------------------------------- | ----------------------------------------------------- | ----------------------------------------------------- | ----------------------------------------------------- | ----------------------------------------------------- | ----------------------------------------------------- | ----------------------------------------------------- | ----------------------------------------------------- | ----------------------------------------------------- | ----------------------------------------------------- |
| 1.                                                    | 19. мај 2017.                                         | Меморијални турнир „Миљан Миљанић”                    | Кућа фудбала, Стара Пазова                            | Србија                                                | 1 : 1                                                 | Финска                                                |                                                       | [ 61 ]                                                |                                                       |
| 2.                                                    | 20. мај 2017.                                         | Меморијални турнир „Миљан Миљанић”                    | Кућа фудбала, Стара Пазова                            | Србија                                                | 4 : 0                                                 | Казахстан                                             | Гол · Гол                                             | [ 46 ]                                                |                                                       |
| 3.                                                    | 7. јун 2017.                                          | Пријатељска утакмица                                  | Стадион у Горњој Вароши, Земун                        | Србија                                                | 3 : 0                                                 | Италија                                               |                                                       | [ 62 ]                                                |                                                       |
| 3                                                     | Укупан број утакмица и постигнутих погодака           | Укупан број утакмица и постигнутих погодака           | Укупан број утакмица и постигнутих погодака           | Укупан број утакмица и постигнутих погодака           | Укупан број утакмица и постигнутих погодака           | Укупан број утакмица и постигнутих погодака           | 2                                                     |                                                       |                                                       |

| Репрезентација Србије у узрасту до 17 година старости | Репрезентација Србије у узрасту до 17 година старости | Репрезентација Србије у узрасту до 17 година старости | Репрезентација Србије у узрасту до 17 година старости | Репрезентација Србије у узрасту до 17 година старости | Репрезентација Србије у узрасту до 17 година старости | Репрезентација Србије у узрасту до 17 година старости | Репрезентација Србије у узрасту до 17 година старости | Репрезентација Србије у узрасту до 17 година старости | Репрезентација Србије у узрасту до 17 година старости |
| #                                                     | Датум                                                 | Такмичење                                             | Локација                                              | Домаћин                                               | Резултат                                              | Гост                                                  | Гол                                                   | Реф.                                                  |                                                       |
| ----------------------------------------------------- | ----------------------------------------------------- | ----------------------------------------------------- | ----------------------------------------------------- | ----------------------------------------------------- | ----------------------------------------------------- | ----------------------------------------------------- | ----------------------------------------------------- | ----------------------------------------------------- | ----------------------------------------------------- |
| 1.                                                    | 12. септембар 2017.                                   | Пријатељска утакмица                                  | Кућа фудбала, Стара Пазова                            | Србија                                                | 4 : 0                                                 | Јерменија                                             |                                                       | [ 63 ]                                                |                                                       |
| 2.                                                    | 14. септембар 2017.                                   | Пријатељска утакмица                                  | Кућа фудбала, Стара Пазова                            | Србија                                                | 5 : 0                                                 | Јерменија                                             | Гол                                                   | [ 49 ]                                                |                                                       |
| 3.                                                    | 18. октобар 2017.                                     | Квалификације за Европско првенство                   | Кућа фудбала, Стара Пазова                            | Србија                                                | 7 : 0                                                 | Гибралтар                                             |                                                       | [ 64 ]                                                |                                                       |
| 4.                                                    | 24. октобар 2017.                                     | Квалификације за Европско првенство                   | Кућа фудбала, Стара Пазова                            | Србија                                                | 3 : 2                                                 | Грчка                                                 |                                                       | [ 65 ]                                                |                                                       |
| 4                                                     | Укупан број утакмица и постигнутих погодака           | Укупан број утакмица и постигнутих погодака           | Укупан број утакмица и постигнутих погодака           | Укупан број утакмица и постигнутих погодака           | Укупан број утакмица и постигнутих погодака           | Укупан број утакмица и постигнутих погодака           | 1                                                     |                                                       |                                                       |

| Репрезентација Србије у узрасту до 18 година старости | Репрезентација Србије у узрасту до 18 година старости | Репрезентација Србије у узрасту до 18 година старости | Репрезентација Србије у узрасту до 18 година старости | Репрезентација Србије у узрасту до 18 година старости | Репрезентација Србије у узрасту до 18 година старости | Репрезентација Србије у узрасту до 18 година старости | Репрезентација Србије у узрасту до 18 година старости | Репрезентација Србије у узрасту до 18 година старости | Репрезентација Србије у узрасту до 18 година старости |
| #                                                     | Датум                                                 | Такмичење                                             | Локација                                              | Домаћин                                               | Резултат                                              | Гост                                                  | Гол                                                   | Реф.                                                  |                                                       |
| ----------------------------------------------------- | ----------------------------------------------------- | ----------------------------------------------------- | ----------------------------------------------------- | ----------------------------------------------------- | ----------------------------------------------------- | ----------------------------------------------------- | ----------------------------------------------------- | ----------------------------------------------------- | ----------------------------------------------------- |
| 1.                                                    | 7. септембар 2018.                                    | Пријатељска утакмица                                  | Стадион у Горњој Вароши, Земун                        | Србија                                                | 0 : 2                                                 | Италија                                               |                                                       | [ 66 ]                                                |                                                       |
| 2.                                                    | 15. новембар 2018.                                    | Пријатељска утакмица                                  | Стадион ФК Радник, Сурдулица                          | Србија                                                | 2 : 0                                                 | Северна Македонија                                    |                                                       | [ 67 ]                                                |                                                       |
| 3.                                                    | 18. новембар 2018.                                    | Пријатељска утакмица                                  | Стадион Чаир, Ниш                                     | Србија                                                | 2 : 0                                                 | Северна Македонија                                    |                                                       | [ 68 ]                                                |                                                       |
| 4.                                                    | 5. фебруар 2019.                                      | Турнир Грaн Кaнaријa                                  | Маспаломас, Лас Палмас                                | Шпанија                                               | 3 : 1                                                 | Србија                                                |                                                       | [ 69 ]                                                |                                                       |
| 5.                                                    | 6. фебруар 2019.                                      | Турнир Грaн Кaнaријa                                  | Маспаломас, Лас Палмас                                | Јапан                                                 | 6 : 0                                                 | Србија                                                |                                                       | [ 70 ]                                                |                                                       |
| 5                                                     | Укупан број утакмица и минута проведених на терену    | Укупан број утакмица и минута проведених на терену    | Укупан број утакмица и минута проведених на терену    | Укупан број утакмица и минута проведених на терену    | Укупан број утакмица и минута проведених на терену    | Укупан број утакмица и минута проведених на терену    | 0                                                     |                                                       |                                                       |

| Фудбалска репрезентација Србије | Фудбалска репрезентација Србије             | Фудбалска репрезентација Србије             | Фудбалска репрезентација Србије             | Фудбалска репрезентација Србије             | Фудбалска репрезентација Србије             | Фудбалска репрезентација Србије             | Фудбалска репрезентација Србије | Фудбалска репрезентација Србије | Фудбалска репрезентација Србије |
| #                               | Датум                                       | Такмичење                                   | Локација                                    | Домаћин                                     | Резултат                                    | Гост                                        | Гол                             | Реф.                            |                                 |
| ------------------------------- | ------------------------------------------- | ------------------------------------------- | ------------------------------------------- | ------------------------------------------- | ------------------------------------------- | ------------------------------------------- | ------------------------------- | ------------------------------- | ------------------------------- |
| 1.                              | 26. јануар 2023.                            | Пријатељска утакмица                        | Стадион Бенк оф Калифорнија, Лос Анђелес    | САД                                         | 1 : 2                                       | Србија                                      |                                 | [ 54 ]                          |                                 |
| 1                               | Укупан број утакмица и постигнутих погодака | Укупан број утакмица и постигнутих погодака | Укупан број утакмица и постигнутих погодака | Укупан број утакмица и постигнутих погодака | Укупан број утакмица и постигнутих погодака | Укупан број утакмица и постигнутих погодака | 0                               | [ 71 ]                          |                                 |